# 格林利縣
格林利縣（英語：Greenlee County）是美国亞利桑那州東部的一個縣，東鄰新墨西哥州，面積4,787平方公里。根據2020年美國人口普查，本縣共有人口9,563人，是亞利桑那州人口最少的縣份。本縣縣治為克利夫頓（Clifton）。
本縣於1909年3月10日成立，是該州第十四個縣，縣名紀念早期殖民者梅遜·格林利（Mason Greenlee）。

## 地理

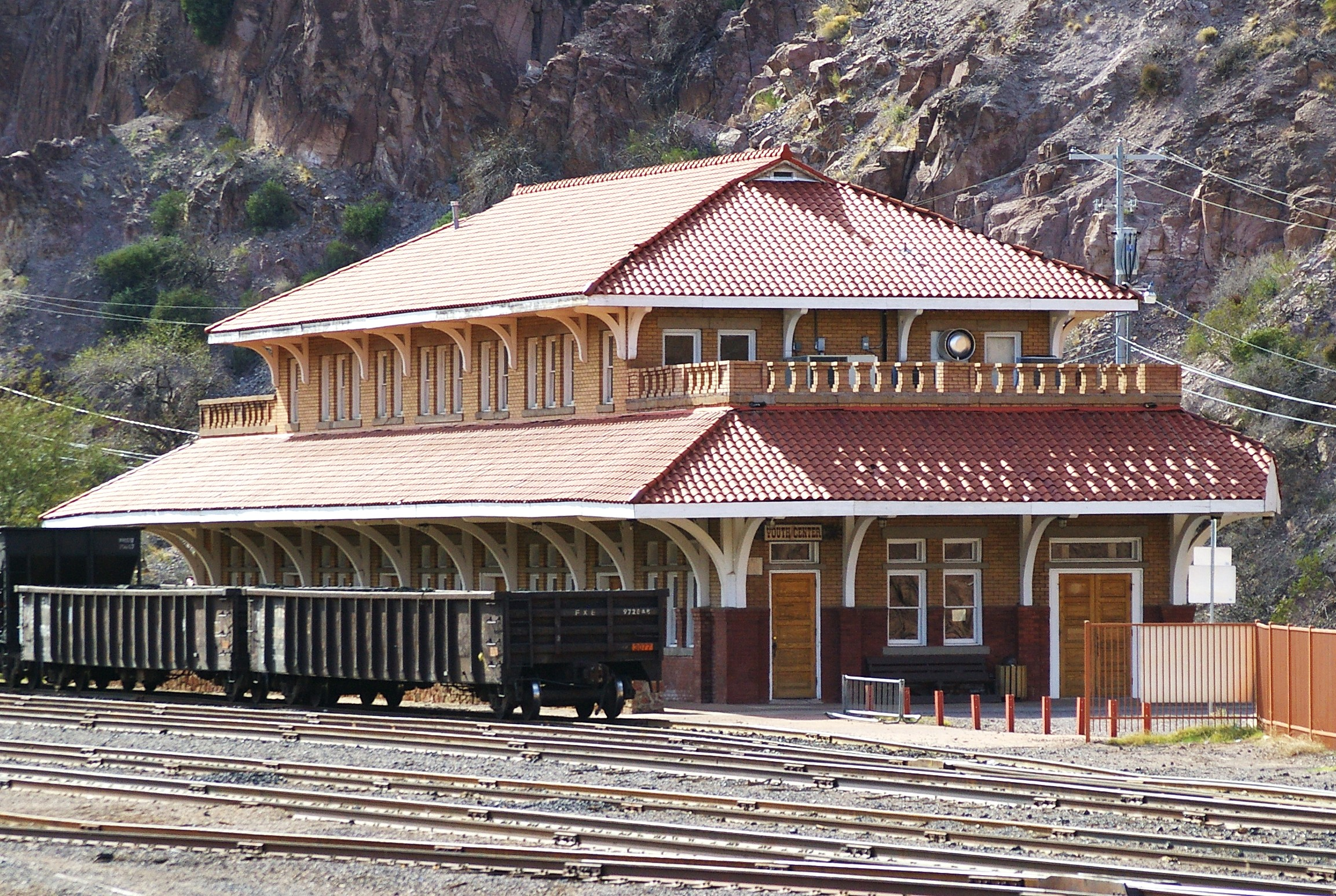
建於1901年的克利夫頓鐵路站

根據2000年人口普查，格林利縣的總面積為1,848.42平方英里（4,787.4平方），其中有1,847平方英里（4,780平方），即99.92%為陸地；1.42平方英里（3.7平方），即0.08%為水域。

### 毗鄰縣
- 亞利桑那州 科奇斯縣：南方
- 亞利桑那州 葛蘭姆縣：西方
- 亞利桑那州 阿帕契縣：北方
- 新墨西哥州 卡特倫縣：東方
- 新墨西哥州 格蘭特縣：東方
- 新墨西哥州 伊達爾戈縣：東南方

### 國家保護區
- 阿帕奇-希特格里夫斯国家森林（部分）
- 希拉盒河岸國家保護區（英语：Gila Box Riparian National Conservation Area）（部分）

## 人口
| 调查年            | 人口   | 备注 | %±     |
| ----------------- | ------ | ---- | ------ |
| 1920              | 15,362 |      | —      |
| 1930              | 9,886  |      | −35.6% |
| 1940              | 8,698  |      | −12.0% |
| 1950              | 12,805 |      | 47.2%  |
| 1960              | 11,509 |      | −10.1% |
| 1970              | 10,330 |      | −10.2% |
| 1980              | 11,406 |      | 10.4%  |
| 1990              | 8,008  |      | −29.8% |
| 2000              | 8,547  |      | 6.7%   |
| 2010              | 8,437  |      | −1.3%  |
| 2012年估计        | 8,802  |      | 4.3%   |
| [ 5 ] [ 6 ] [ 7 ] |        |      |        |

### 2010年
根據2010年人口普查，格林利縣擁有8,437居民。而人口是由77.2%白人、1.1%黑人、2.3%土著、0.5%亞洲人、0.1%太平洋岛民、15%其他種族和3.8%混血构成。而西班牙裔或拉丁美洲人佔了人口47.9%。

### 2000年
根據2000年人口普查，格林利縣擁有8,547居民、3,117住戶和2,266家庭。其人口密度為每平方英里5居民（每平方公里2居民）。本縣擁有3,744間房屋单位，其密度為每平方英里2間（每平方公里1間）。而人口是由74.17%白人、0.51%黑人、1.66%土著、0.15%亞洲人、0.04%太平洋岛民、20.02%其他種族和3.45%混血构成。而西班牙裔或拉丁美洲人佔了人口43.07%。
在3,117住户中，有39.2%擁有一個或以上的兒童（18歲以下）、58.3%為夫妻、9%為單親家庭、27.3%為非家庭、24.5%為獨居、7.3%住戶有同居長者。平均每戶有2.73人，而平均每個家庭則有3.26人。在25,595居民中，有31.7%為18歲以下、7.5%為18至24歲、28.2%為25至44歲、22.6%為45至64歲以及9.9%為65歲以上。人口的年齡中位數為34歲，女子對男子的性別比為100：109.2。成年人的性別比則為100：108。
本縣的住戶收入中位數為$39,384，而家庭收入中位數則為$43,523。男性的收入中位數為$38,952，而女性的收入中位數則為$23,333，人均收入為$15,814。約8%家庭和9.9%人口在貧窮線以下，包括11.1%兒童（18歲以下）及8.7%長者（65歲以上）。